# Инстинкт за Инес
Инстинкт за Инес (на испански: Instinto de Inez; на английски: Inez) е роман на мексиканския писател Карлос Фуентес от 2001 г. През 2004 г. книгата е издадена на български език в превод на Екатерина Делева.